# Dianne Watts
Dianne Lynn Watts, née le 30 octobre 1959 à Vancouver, est une femme d'affaires et femme politique canadienne.
De 2005 à 2014, elle est mairesse de Surrey, la deuxième plus grande ville de l'Ontario, première femme à assumer cette fonction.
Elle est députée de Surrey-Sud—White Rock à la Chambre des communes de 2015 à 2017.